# Юр'єв Валер'ян Олексійович
Валер'ян (Валерій) Олексійович Юр'єв (нар. 26 червня 1937 Лозуватка — пом. 6 листопада 1980, Миколаїв) — український поет, перекладач, літературний критик, член Спілки письменників України.

## Життєпис
Народився 26 червня 1937 року в с. Лозуватка Новоукраїнського району Кіровоградської області в сім'ї колгоспників. По закінченні СШ навчався в Кіровоградському педагогічному інституті імені А. С. Пушкіна. Живучи в Кропивницькому, поет, багато і плідно працював над рукописами перших збірок, пробує свої сили в драматургії. Разом із тим багато уваги приділяє збиранню перлин українського фольклору, працюючи в Будинку художньої творчості та по редакціях кіровоградських газет. І ще пише задумливі сонетні цикли, яскраву газетну публіцистику. З 1959 року вчителював у Дніпрі, працював методистом з фольклору та етнографії в Кіровоградському обласному Будинку народної творчості, кореспондентом молодіжної газети.
У 1972 році переїхав до Миколаєва, де працював у редакції обласної газети «Південна правда», завідував кабінетом молодого автора в місцевій організації Спілки письменників. Займався перекладацькою діяльністю.
Помер поет 6 листопада 1980 року.

## Літературна діяльність
Перша книга Валер'яна Юр'єва «Монологи землі» (1965) відразу завоювала любов і визнання у читачів своєю самобутністю та яскравою індивідуальністю. У своєму виданому посмертно «Щоденнику» корифей української поезії XX століття, автор «Золотих кларнетів» і «Сковороди» Павло Тичина дуже прихильно відгукується про Валерія Юр'єва. Павло Григорович особисто відзначає чистий ліричний голос молодого поета, його непідробність, щирість, володіння поетичною формою. Валерій Юр'єв справдив надії класика, хоча обставини особистої долі, перипетії та пертурбації суспільно-політичного життя тяжко позначились на долі поета.
Автор збірок «Доля» (1967), «Орбіти дня» (1974), посмертно (за сприяння Кремінь Дмитро Дмитрович) — «З материнського поля» (1981), «Силует матері» (1981), «Спрага» (1984) ; п'єси «Залізна троянда» (1972); повістей «Отой Вітька Паливода!» (1975), «Золота неділя» (1983) неопублікована «Зелена піраміда». Проза В. Юр'єва представлена в книзі «Золота неділя» (1968). 

У передмові до його посмертної збірки «З материнського поля» В. Березинський пише: 
|  | Він умів захищати все чесне і добре, щедре і ніжне. Захищати своїм словом, своїм талантом поета . |

Задушлива атмосфера застійних часів, яка настала після нетривалої «відлиги», врешті-решт загубила поета, який після переїзду в 1972 році з Кропивницького до Миколаєва перебував у прекрасній творчій формі, та, закатований обставинами життя, рано зійшов у могилу. 
З усім тим, між двома датами — народження й смерті — пролягає істинний творчий шлях обдарованого лірика, прозаїка, драматурга, літературного критика, знавця та шанувальника образотворчого мистецтва, заповзятого театрала.

## Твори
Збірки
- «Доля» (1967)
- «Орбіти дня» (1974)
- «З материнського поля» (1981)
- «Силует матері»(1981)
- «Спрага» (1984)

П'єса
- «Залізна троянда» (1972);

Повісті
- «Отой Вітька Паливода!» (1975)
- «Золота неділя» (1983)

Книги
- «Монологи землі» (1965)
- «Золота неділя» (1968).
- «Силует матері» (1981)